# Pleione
Genre
Classification phylogénétique
Pleione (les Pléiones en français) est un genre d'orchidées principalement terrestres, originaire d'Asie, incluant la Chine.
Ces plantes forment des pseudobulbes à feuille unique. Au printemps, de chaque pseudobulbe émerge une pousse à feuille et fleur uniques qui après floraison développe un nouveau pseudobulbe. La feuille disparait à l'automne et la plante entre en dormance jusqu'au printemps suivant.

## Étymologie
Pleione est nommé ainsi en référence à la nymphe des eaux Pléioné mère des Pléiades dans la mythologie grecque.

## Distribution et habitat
Le genre Pleione est distribué en Asie dans les montagnes et les contreforts de l'Himalaya, en Inde, au Tibet, au Népal, au Bhoutan, au Bangladesh, en Birmanie, en Thaïlande, au Laos, au Vietnam, à Taïwan et en Chine. Les espèces sont bien adaptées aux températures froides et même au gel. Quelques-unes, cependant, préfèrent les températures plus chaudes. Elles poussent dans des habitats bien drainés et sur des roches recouvertes de mousse à des altitudes de 600 à 4 200 m.

## Liste des espèces
- Pleione albiflora (Chine - Ouest Yunnan jusqu’au Nord Birmanie).
- Pleione aurita (Chine - Ouest Yunnan).
- Pleione autumnalis Chine (Sud-Ouest Yunnan).
- Pleione arunachalensis ( Arunachal Pradesh).
- Pleione bulbocodioides (Centre Chine vers Sud-Est Tibet).
- Pleione chunii (Sud Chine).
- Pleione coronaria (Centre Népal).
- Pleione dilamellata  (Chine - Centre Sichuan).
- Pleione formosana : Pléione de Taiwan (Sud-Est Chine, Nord & Centre Taiwan).
- Pleione forrestii (Chine – Nord-Ouest Yunnan)- jusqu’au Nord Birmanie ).
- Pleione grandiflora (Chine - Sud Yunnan vers Nord-Ouest Vietnam).
- Pleione hookeriana (Népal jusqu’en Chine – Sud Est Yunnan jusqu’au Nord Guangdong - Indochine)
- Pleione humilis (Centre Himalaya jusqu’en Birmanie).
- Pleione kaatiae  (Chine - Ouest Sichuan)
- Pleione limprichtii : Orchidée chinoise robuste (Chine - Centre Sichuan).
- Pleione maculata (Centre Himalaya jusqu’en Chine - Ouest Yunnan).
- Pleione microphylla (Chine - Guangdong).
- Pleione pleionoides (Centre Chine).
- Pleione praecox (Ouest-Centre Himalaya jusqu’en Chine - Sud Yunnan). (Espèce type )
- Pleione saxicola (Est Bhutan et Chine – Nord-Ouest Yunnan).
- Pleione scopulorum (Inde – Nord-Est Arunachal Pradesh et Chine – Nord-Ouest Yunnan).
- Pleione vietnamensis (Sud Centre Vietnam).
- Pleione yunnanensis (Sud Centre Chine jusqu’au Nord Birmanie).

Il a été suggéré que P. bulbocodioides, P. limprichtii et P. pleionoides pourraient être la même espèce.
Il y a actuellement deux sections dans le genre Pleione :
- section Pleione (comprend les espèces à floraison automnale): P. × lagenaria, P. maculata, P. praecox, P. saxicola
- section Humiles (comprend les espèces à floraison printanière): P. albiflora, P. bulbocodioides, P. chunii, P. × confusa, P. coronaria, P. formosana, P. forrestii, ¨P. grandiflora, P. hookeriana, P. praecox, P. × kohlsii, P. limprichtii, P. pleionoides, P. scopulorum, P. yunnanensis

### Liste des espèces d’après KewWCSP
(date ref :16/07/2018)
- Pleione albiflora P.J.Cribb & C.Z.Tang
- Pleione arunachalensis Hareesh, P.Kumar & M.Sabu
- Pleione aurita P.J.Cribb & H.Pfennig
- Pleione autumnalis S.C.Chen & G.H.Zhu
- Pleione bulbocodioides (Franch.) Rolfe
- Pleione chunii C.L.Tso
- Pleione coronaria P.J.Cribb & C.Z.Tang
- Pleione dilamellata Z.J.Liu, O.Gruss & L.J.Chen
- Pleione formosana Hayata
- Pleione forrestii Schltr.
- Pleione grandiflora (Rolfe) Rolfe
- Pleione hookeriana (Lindl.) Rollisson
- Pleione humilis (Sm.) D.Don
- Pleione kaatiae P.H.Peeters
- Pleione limprichtii Schltr.
- Pleione maculata (Lindl.) Lindl. & Paxton
- Pleione microphylla S.C.Chen & Z.H.Tsi
- Pleione pleionoides (Kraenzl.) Braem & H.Mohr
- Pleione praecox (Sm.) D.Don
- Pleione saxicola Tang & F.T.Wang ex S.C.Chen
- Pleione scopulorum W.W.Sm.
- Pleione vietnamensis Aver. & P.J.Cribb in P.J.Cribb & I.Butterfield
- Pleione yunnanensis (Rolfe) Rolfe

#### Hybrides naturels d’après Kew WCSP
- - Pleione × christianii  Perner 
  - Pleione × confusa 	   P.J.Cribb & C.Z.Tang 
  - Pleione × kingdonwardii  P.J.Cribb & Butterf. 
  - Pleione × kohlsii 	 Braem 
  - Pleione × lagenaria  Lindl. & Paxton  
  - Pleione × taliensis  P.J.Cribb & Butterf.

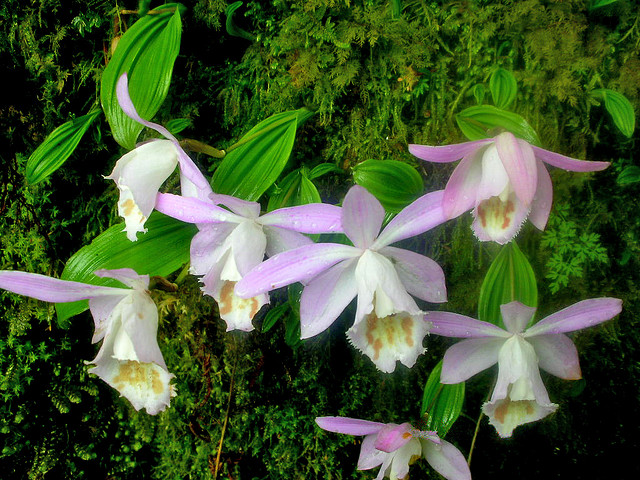
Pleione hookeriana

## Culture
En France la culture est possible en serre alpine à l'abri du gel, et même très facilement en appartement, à condition de respecter une période de repos hivernal (frais et sec).